# Matapa (genre)
Pour l’article homonyme, voir Matapa (plat).
Genre
Matapa est un genre de lépidoptères (papillons) asiatiques de la famille des Hesperiidae.